# 501(c)(3)組織
501(c)(3)组织是指根据《美国法典》第26章第501(c)(3)条免税条款規定的不用缴纳联邦所得税的公司、信托、非公司协会或其他类型的组织。它是美国29种501(c)非营利组织中的一种。501(c)(3)免税範圍适用于为宗教、教育、慈善、科学、文学、公共安全测试、促进业余体育竞争和防止虐待儿童或动物等公共利益而建立并运作的公司、机构以及基金会。
美國國內税收法的另一项§ 170（页面存档备份，存于）条款规定向大多数501(c)(3)组织提供慈善捐赠（charitable contribution）的捐赠者可以享受对应金额的联邦所得税减免优惠。条款规定这种减免必须进行核查（如提供超过250美元捐款的收据）。由于这项与捐赠相关联的减税条款的存在，是否具有501(c)(3)资格对一个慈善机构的维持和运作而言至关重要。许多基金会和公司章程规定不向不具有501(c)(3)地位的慈善机构捐款，并且个人捐赠者也因为可能因无法获得减税而不考虑向这样的慈善机构捐赠。
国内税收法509(a)(4)条款规定“公共安全测试”类型组织是一个公共慈善机构而非私人基金会，但向509(c)(4)类型组织捐赠的捐赠者不享受联邦所得税、遗产税或赠与税减免。
501(c)(3)规定的两类免税组织如下：
公共慈善机构（public charity），国内税收法描述其特征包括“不是一个私人基金会”，“收入的相当一部分直接或间接来源于公众（捐赠）或政府（拨款），受到广泛的各界公众（不限于少数个人或家庭）支持。”公共慈善机构的定义在国内税收法509(a)(1)到509(a)94）条款之间。
私人基金会（private foundation），有时称为非经营性基金会 （non-operating foundation），大部分收入来源于投资和捐赠。收入主要向其它组织捐赠而非直接用于慈善活动。私人基金会是国内税收法509(a)条款定义的不满足公共慈善机构条件的501(c)(3)组织。

## 获得条件
大多数组织通过填写国税局1023表（页面存档备份，存于）申请501(c)(3)免税资格。如果该组织预计年平均总收入在10,000美元以上，申请表必须附带750美元申请费。如果总收入预计低于1万元，申请费降低到300美元。有一些类型组织自动获得501(c)(3)资格而无需填写1023表：

- 教会、它们的一些机构和教会协会[7]
- 非私人基金会组织并且它们的年总收入通常不超过5,000美元[8]

2010年1月3日开始， 这些费用将会增加，4年期内每年总收入超过或不高于10,000美元的组织申请费分别为850美元和400美元。
国税局还希望在2010年发布一款叫做数码助理（Cyber Assistant）的软件，以协助免税资格申请准备工作。届时申请费用将再次改变。使用数码助理软件的组织申请费为200美元，不使用的组织为850美元。（均不再区分组织年总收入）

## 政治活动
501(c)(3)组织被限制或禁止参与政治活动。

#### 选举
501(c)(3)定义的组织禁止参加与公职选举有关的政治活动。国税局官方网站对这种禁止概述如下：
“根据国内税收法，所有501(c)(3)类型组织完全禁止以直接或间接的方式参与或介入任何旨在支持或反对公职选举中任何候选人的政治运动。政治献金、代表组织公开表明其立场（口头或书面）支持或反对选举中任何候选人的捐款均明显违反了禁止参与政治运动的禁令。违反此禁令可能导致相关组织的免税待遇被拒绝或撤销并且被征收某些消费税。”
“根据具体事实和情况，特定的政治活动和开支可能被允许。例如，某些以非党派方式进行的选民教育活动（包括公众论坛和出版的选民教育手册）并不违反参与政治竞选活动的禁令。除此之外，旨在鼓励人们参与选举过程（如选民登记、外出投票）的活动也不违反禁令，如果它们以非党派方式进行。”
“反过来说，选民教育或选举过程中有证据表明存在下列偏见或倾向的活动违反了禁令：(a)支持某一候选人而反对另一个；(b)反对某个党派候选人；(c)造成偏袒某个候选人或某个候选人团体的效果。”
“国税局向免税组织和公众提供资源和信息，以帮助他们理解禁令。作为整个计划的一部分，国税局还监督组织是否遵守了有关禁令。”

#### 游说
与所有501(c)(3)组织都被完全禁止参加政治选举活动不同，公共慈善机构（但不包括私人基金会）允许进行一些有限的游说活动以影响立法。虽然法律规定“公共慈善机构不能将大部分或主要部分资金用于游说”，预算非常大的慈善机构可能每年合法花费100万美元甚至更多用于游说活动。